# Cuscús gros
Els cuscussos grossos (Ailurops) són un gènere de marsupials de la família dels falangèrids.
Són marsupials arborícoles que viuen a la canopea superior de les jungles tropicals. Gairebé no se sap res del seu estatus i la seva ecologia. Només viu en algunes illes d'Indonèsia, part d'Àsia, on generalment no hi ha marsupials. Es teoritza que l'aïllament dels cuscussos grossos a Sulawesi durant el Miocè explica la divergència morfològica de l'animal de la resta d'opòssums i cuscussos.